# Amischotolype mollissima
Amischotolype mollissima là một loài thực vật có hoa trong họ Commelinaceae. Loài này được (Blume) Hassk. mô tả khoa học đầu tiên năm 1863.